# Commodore CDTV
Il Commodore CDTV (abbreviazione diffusa: CDTV, sigla dell'inglese Commodore Dynamic Total Vision; nome in codice: "Baby") è un prodotto della Commodore Business Machines Inc. commercializzato dal 1991 al 1993 in vari Paesi del mondo tra cui l'Italia. Più specificamente è un lettore stand-alone di CD-ROM a contenuti multimediali e interattivi memorizzati secondo lo standard proprietario CDTV Multi Media (sviluppato dalla Commodore, oggi i diritti sono detenuti da Amiga Inc.), nonché un lettore stand-alone di CD Audio, CD+G, CD+MIDI e Photo CD.
Basato sulla piattaforma informatica Amiga, si pose come un computer Amiga special purpose dedicato alla lettura di CD su tale supporto di memoria. In quanto computer il Commodore CDTV detiene un primato: è il primo computer della storia commercializzato con di serie un lettore di CD-ROM. Il suo principale concorrente fu il CD-i (CD Interactive) di Philips, che richiedeva invece una piattaforma di sviluppo dedicata.

## Storia
Il Commodore CDTV è stato annunciato all'International Summer Consumer Electronics Show del 1990 (2–5 giugno 1990 – McCormick Place – Chicago, Illinois, Stati Uniti) durante il quale è stata distribuita una ricca cartella stampa esplicativa delle sue caratteristiche. Cinque mesi dopo il Commodore CDTV è stato presentato in anteprima mondiale all'International Winter Consumer Electronics Show del 1991 (10–13 gennaio 1991 – Las Vegas Convention Center – Las Vegas, Nevada, Stati Uniti). Nel marzo 1991 è iniziata la vendita al dettaglio negli Stati Uniti con un prezzo di lancio fissato a 999 dollari.
Il CDTV venne dismesso nel 1993, con l'inizio della produzione dell'Amiga CD32.
Complessivamente il CDTV non ebbe successo e la Commodore riuscì a venderne non più di 100 000 unità nel mondo. Forse un motivo rilevante è che non venne presentato all'utenza nel modo giusto; mischiato tra i vari lettori CD multimediali, non riusciva a spiccare rispetto ad altri produttori come Sony, mentre se visto come computer appariva limitato e poco espandibile.

### CDTV in Italia
In Italia il Commodore CDTV è stato presentato in anteprima a un pubblico selezionato (giornalisti e operatori di settore) il 5 giugno 1991 in Via Tortona 15 a Milano durante un evento appositamente organizzato in una sala allestita in stile tecno-futurista. Testimonial del neonato prodotto commerciale sono stati vari relatori, tra cui Francesco Alberoni, i quali hanno illustrato le potenzialità della multimedialità e le caratteristiche avveniristiche del Commodore CDTV. I partecipanti all'evento in seguito hanno potuto utilizzare alcuni Commodore CDTV con vari software tra cui il primo titolo in lingua italiana: l'Enciclopedia italiana Grolier. La presentazione del Commodore CDTV al grande pubblico è avvenuta invece allo SMAU del 1991 (3–7 ottobre 1991 – Fiera di Milano – Milano) dove Commodore International Ltd. era presente ufficialmente con un proprio stand. Star dello stand è stato proprio il Commodore CDTV al quale era riservato ampio spazio espositivo sempre affollato da visitatori a cui gentili addette alle pubbliche relazioni mostravano le capacità multimediali del neonato Commodore. Tra le varie postazioni di Commodore CDTV svettava un video wall che mostrava anch'esso le capacità multimediali del Commodore CDTV commentate da uno speaker.
L'importazione e la distribuzione autorizzata del Commodore CDTV in Italia è stata curata direttamente dalla Commodore International Ltd. attraverso la propria consociata italiana Commodore Italiana S.r.l. che lo ha reso disponibile per la vendita al dettaglio a partire dal giugno 1991. In particolare Commodore Italiana S.r.l. ha distribuito in Italia una confezione localizzata del Commodore CDTV contenente la suddetta Enciclopedia italiana Grolier su CDTV Multi Media, opera di notevole valore economico all'epoca disponibile in commercio anche da sola con un prezzo di listino per il pubblico di 750.000 lire.
Assieme all'enciclopedia cartacea vennero venduti oltre 20 000 CDTV rimarchiati, che tuttavia rimasero perlopiù dedicati solo all'enciclopedia stessa. In Italia, come nel resto del mondo, il CDTV originale ebbe poco successo, la Commodore ne vendette soltanto 6 000 unità e la disponibilità del software in commercio fu molto scarsa.

## Descrizione
Il CDTV sostanzialmente è un'Amiga 500 dotata di drive per la lettura di compact disc, il tutto inserito in un chassis nero dall'aspetto simile a quello di un videoregistratore o di un lettore di DVD-Video stand-alone. Il CDTV è stato però commercializzato senza tastiera, floppy disk drive e mouse. Disponibili all'epoca come accessori, se aggiunti lo fanno diventare quindi un home computer comparabile all'Amiga 500, anche se non completamente compatibile con il parco software Amiga; il pacchetto completo di tutti questi accessori venne anche commercializzato come CDTV Computer System. Rispetto all'Amiga 500 il CDTV ha di serie un joypad/telecomando a raggi infrarossi che permette la fruizione dei titoli multimediali su CD-ROM. Il CDTV, oltre ai CD-ROM con contenuti multimediali e interattivi (enciclopedie, corsi di lingua inglese, videogiochi, ecc.), è in grado di leggere anche CD Audio e CD+G (CD plus Graphics). Se dotato di floppy disk drive esterno (disponibile all'epoca come accessorio), è poi in grado di leggere anche tutto il software Amiga disponibile su floppy disk.

## Specifiche tecniche
- CPU: Motorola 68000 (bus indirizzi a 32 bit; bus dati a 16 bit; frequenza di clock: 7,09 MHz, nella versione di CDTV per i Paesi utilizzanti lo standard televisivo PAL, o 7,16 MHz, nella versione di CDTV per i Paesi utilizzanti lo standard televisivo NTSC).
- Chipset: OCS.
- RAM: 1 MiB di Chip RAM (RAM accessibile sia dalla CPU che dal chipset), 2 KiB flash memory.
- ROM: 256 KiB per Kickstart 1.3, 256 KiB per firmware CDTV.
- Drive di serie: 1 drive per la lettura di compact disc (alloggiato nel chassis del computer).

## Analisi storica
Commodore International non ebbe mai eccelse politiche di promozione e commercializzazione, e anche con il CDTV non si dimostrò in grado di promuovere adeguatamente il prodotto: la sua pubblicità troppo spesso si trovava sulle riviste di informatica, magari dedicate proprio ai modelli Commodore, e non su quelle dedicate all'audiofilia e all'Hi-Fi. Molti utenti Amiga, inoltre, già proprietari di Amiga 500 o 2000, preferivano aspettare l'uscita del modulo aggiuntivo (A570), o dotarsi di un CD-Rom SCSI per poter usufruire dei vantaggi forniti dal supporto CDROM. La mancata informazione che i CD per CDTV potevano essere programmati con la stessa facilità con cui si realizzavano i programmi destinati alla piattaforma Amiga, con gli stessi tool di sviluppo ed a basso costo (un vantaggio per le piccole software house dell'epoca), e soprattutto che questi CD potevano essere letti dagli amiga classici, purché ad essi fosse collegato un lettore CD-ROM di quelli comunemente in vendita all'epoca, fu un grave handicap di cui soffrì la piattaforma CDTV.
Molti sostengono che il CDTV fu una macchina innovativa, ma che venne presentata in modo sbagliato. Ebbe comunque il merito di aprire la strada al successivo CD32 e fu, assieme al CD-i di Philips, l'antesignana delle moderne console di gioco basate su CD. In realtà la prima in senso assoluto fu il PC Engine Duo, commercializzato in Giappone nel 1991: questa macchina, un ibrido 8-bit (CPU)/16-bit (GPU), altro non era che la fusione della console PC Engine (1987) con il suo lettore CD, il PC Engine CD-ROM2 (uscito nel 1988).
Nel CDTV di Commodore i dischi CD-ROM, come in molti dei primi lettori CD-ROM, non potevano essere inseriti direttamente ma avevano bisogno di un apposito caddy, un supporto quadrato (solitamente venduto a parte), su cui appoggiare il CD e da inserire come un cassetto, nella meccanica del lettore CD. Una sicura protezione per il CD, dal momento in cui era estratto dalla sua confezione originale, fino al momento in cui entrava nella macchina, e che garantiva protezione anche durante l'estrazione del CD, ma un altro dei motivi dello scarso successo che questa macchina ebbe a godere nei confronti del pubblico, in un periodo in cui tutti i lettori CD si stavano orientando di preferenza verso la soluzione che prevedeva una meccanica dotata del più pratico cassetto estraibile, su cui appoggiare direttamente il CD.

## Gli accessori
Per il CDTV sono stati commercializzati i seguenti accessori originali Commodore:
- Commodore CD1200 (trackball e tastierina numerica via cavo e a raggi infrarossi);
- Commodore CD1221 (tastiera via cavo);
- Commodore CD1252 (mouse a raggi infrarossi);
- Commodore CD1253 (mouse via cavo);
- Commodore CD1300 (genlock NTSC);
- Commodore CD1301 (genlock PAL);
- Commodore CD1321 (interfaccia SCART);
- Commodore CD1401 (memory card da 64 kB);
- Commodore CD1405 (memory card da 256 kB);
- Commodore CD1411 (floppy disk drive esterno da 3,5" DS/DD);
- Commodore 1084S (monitor di colore nero).

## Videogiochi
Elenco approssimativo dei videogiochi pubblicati ufficialmente e commercialmente per CDTV:
- Air Warrior (1992)
- All Dogs Go To Heaven: Electric Crayon Deluxe (1991)
- Barney Bear Goes Camping (1990)
- Barney Bear Goes To School (1991)
- Battle Chess (1991)
- Battlestorm (1992)
- A Bun for Barney
- The Case of the Cautious Condor (1991)
- Casino Games (1992)
- Chaos In Andromeda: Eyes of the Eagle (1992)
- Cinderella: The Original Fairy Tale (1992)
- Classic Board Games (1991)
- Cover Girl Strip Poker (1991)
- The Curse of Ra (1992)
- Defender of the Crown (1991)
- Difensore della Corona II (1993)
- E.S.S. Mega (1992)
- Falcon (1991)
- Fantastic Voyage (1992)
- Fun School 3 (1991)
- Fun School 4 (1992)
- Gamers' Delight (1994)
- Guy Spy and the Crystals of Armageddon (1993)
- Holiday Maker (1990)
- The Hound of the Baskervilles (1991)
- Indiana Jones and the Last Crusade: The Graphic Adventure (1992)
- Insight: Dinosaurs (1994)
- Insight: Technology (1994)
- Jack Nicklaus Golf (1991)
- Le fils d'Astérix (1991)
- Lemmings (1992)
- Logical (1991)
- A Long Hard Day on the Ranch (1991)
- Loom (1992)
- Mind Run (1991)
- Moving Gives Me a Stomach Ache (1992)
- Mud Puddle (1992)
- Murder Makes Strange Deadfellows (1991)
- Musicolor (1992)
- My Paint CDTV (1991)
- North Polar Expedition (1992)
- The Paper Bag Princess (1992)
- Pinocchio (1993)
- Power Games (1994)
- Power Pinball (1991)
- Prehistorik (1991)
- Prey: An Alien Encounter (1993)
- Psycho Killer (1992)
- Raffles (1991)
- Scary Poems For Rotten Kids (1991)
- Sherlock Holmes, Consulting Detective (1991)
- SimCity (1991)
- Snoopy in The Case of the Missing Blanket (1991)
- Space Wars (1992)
- Spirit of Excalibur (1991)
- Die Stadt Der Löwen
- Strip Poker Live
- Super Games Pak (1991)
- The Tale of Peter Rabbit (1992)
- The Town with No Name (1992)
- Team Yankee (1992)
- Thomas' Snowsuit (1991)
- Tie Break (1991)
- Top Banana (1992)
- Trivial Pursuit (1992)
- Turrican (1992)
- Turrican II: The Final Fight (1992)
- Ultimate Basketball (1991)
- Will Bridge (1991)
- Winzer (1992)
- Wrath of the Demon (1991)
- Xenon 2: Megablast (1992)